# کوه دایزن
کوه دایزن (به لاتین: Mount Daisen) یک کوه در ژاپن است که در استان توتوری واقع شده‌است. کوه دایزن ۱٬۷۲۹ متر بالاتر از سطح دریا واقع شده‌است.